# Istorija jednog osećanja
„Istorija jednog osećanja“ je televizijski esej posvećen poeziji srpske pesnikinje Danice Marković, u trajanju od 27 minuta, reditelja Slobodana Ž. Jovanovića, a u proizvodnji Radio-televizije Srbije 1998. godine.

## Autorska ekipa
- Reditelj Slobodan Ž. Jovanović
- Direktor fotografije Vojislav Lukić

## Učestvuje
- Lora Orlović

## Spoljašnje veze
- http://www.danas.rs/dodaci/vikend/knjiga_danas/o_najznacajnijoj_pesnikinji_srpske_moderne.54.html?news_id=128531

- Istorija jednog osećanja на веб-сајту  (језик: енглески)